# Jack Lemmon
Jack Lemmon (Newton, Massachusetts, 1925. február 8. – Los Angeles, 2001. június 27.) kétszeres Oscar- és többszörös Golden Globe-díjas amerikai színész, rendező. 
Pályafutása alatt számos legendássá vált szereppel gazdagította Hollywoodot, de elsősorban örök barátjával, Walter Matthauval alakított párosának köszönhette sikereit: olyan ismert komédiákban szerepelt a híres duó, mint A szomszéd nője mindig zöldebb, a Még zöldebb a szomszéd nője, a Szenzáció!, a Sógorom, a zugügyvéd, a Furcsa pár vagy a Haver, Haver. A filmtörténelem egyik legjobb és legsikeresebb művészeként 76 évesen egy  Los Angeles-i rákklinikán hunyt el.

## Fiatalkora
Lemmon egy liftben született a newtoni Newton-Wellesley Hospitalban. Édesanyja, Mildred Burgess LaRue, édesapja John Uhler Lemmon Jr., aki egy fánkokat forgalmazó cégnek volt az elnöke. Bár jó körülmények között nevelkedett, sokat betegeskedett gyerekkorában, ennek ellenére jó tanuló volt. Lemmon a helyi John Ward Általános Iskolába járt, majd 22 évesen diplomázott a Harvard Egyetemen. A második világháborúban zászlósként szolgált a haditengerészetnél, majd leszerelése után úgy döntött, színész lesz. A következő években az Old Nick szalonban zongorázott New Yorkban, ezenkívül rádiós szappanoperákban lépett fel, majd később pedig a televízió foglalkoztatta színészként. 1953-ban jutott el a Broadwayre, ahol feltűnően nagy sikereket aratott. 1954-ben kapta meg első filmszerepét, azonban már rá egy évre Oscar-díjasnak mondhatta magát, a Mr. Roberts című filmben nyújtott mellékszerepéért. Ez egyedülálló debütálás volt Hollywood filmtörténetében.[forrás?]

## Pályafutása
A Mr. Roberts Oscarja után többnyire ismeretlen szerepek következtek, egészen 1959-ig; amikor is fergeteges sikert arat a Van, aki forrón szereti című Billy Wilder moziban, Marilyn Monroe és Tony Curtis partnereként. A falrengetően humoros komédiáért mind a kritikusok, mind a közönség egyaránt lelkesedtek, nem mellékesen Lemmon második Oscar-jelölését is begyűjtötte. Ezt követően Lemmon több Billy Wilder filmben is vállal főszerepet (Legénylakás, Irma, te édes), az előbbiért újfent jelölte az akadémia. 1966-ban a színész neve gyakorlatilag összeforrt Walter Matthau-éval, akivel a Sógorom a zugügyvéd című filmben arattak nagy sikert és elindították a következő évtizedek nagy sikerű komédiázásait. A két színész amolyan modern Stan és Pan párost alkotott együtt, és sikereik titka elsősorban a könnyed szórakoztatás műfajában teljesedett ki. Következő közös sikerük két évre rá következett, a Furcsa pár (1969) című filmben, melyben nyújtott parádés játékuk ma már klasszikusnak mondható. 1971-ben a rendezői székben is kipróbálta magát és ki mást kérhetett volna fel a Csakazértis nagypapa című alkotásának főszerepére, mint legjobb barátját, Matthaut. A filmmel nem vallott szégyent, négy Oscar-jelölést kapott. 1972-ben két könnyed vígjáték következett, az Avanti! és a Közelharc férfiak és nők között, majd 1974-ben Lemmon beírta magát a filmtörténelem nagykönyvébe, hiszen a Mentsük meg a tigrist! című filmdrámában nyújtott alakításáért másodjára nyerte el az Oscar-díjat. 1977-ben egy katasztrófafilmben tűnik fel; az Airport '77-ben egy utasszállítógép kapitányát alakítja Burt Lancaster társaságában. Az évtized végén a mára igazi filmklasszikusnak mondható Kína-szindróma (1979) című drámában szerepelt Michael Douglas és Jane Fonda mellett. A filmben Lemmon egy atomerőmű mérnökét formálja meg. 1980-ban a Tisztelgés című film főszerepéért elnyeri a Berlini Nemzetközi Filmfesztivál legjobb férfi főszereplőnek járó díját, és az Oscarra is jelöljék. 1981-ben ismét Matthau-val parádézik a Haver, haver komédiában, majd az Eltűntnek nyilvánítva főszerepéért megkapja pályafutása nyolcadik Oscar-jelölését is, és a Cannes-i Nemzetközi Filmfesztiválon ismét a legjobb színésznek választják meg.
Az 1980-as évek végén gyakorlatilag csak olyan könnyed vígjátékokban vállal szerepet, mint a Makaróni és az Ilyen az élet!. Az évtized végét a Drága papa című drámával zárja, melyben együtt játszik az általa támogatott Kevin Spaceyvel. 1991-ben Oliver Stone nagy vihart kavart, JFK – A nyitott dosszié című rendezésében tűnt fel, olyan sztárok mellett, mint Kevin Costner, Tommy Lee Jones, Donald Sutherland és Walter Matthau. 1992-ben egy aprócska szerep erejéig látható volt az év egyik nagy sikert arató mozijában, A játékosban, ahol önmagát alakította. Még ebben az esztendőben más filmsztárok társaságában volt látható a Glengarry Glen Ross című filmdrámában. Egy hitehagyott ingatlanügynököt formált meg olyan sikeresen, hogy megkapta a legjobb színésznek járó díjat a Velencei Nemzetközi Filmfesztiválon. Ezzel Lemmon a négy legrangosabb filmfesztivál díját tudhatja magáénak, ami napjainkig egyedülálló eredmény.
1993-ban Robert Altman filmmaratonjában, a Rövidre vágva című moziban látható egy sor neves színész társaságában. Majd egy nem várt nagy siker következett Matthau-val karöltve, a A szomszéd nője mindig zöldebb című vígjátékkal. A két régi jó barát ellentétét alakítják, akik ott tesznek keresztbe egymásnak, ahol tudnak. A mozi sikere után várható volt, hogy jön a folytatás: a Még zöldebb a szomszéd nője semmivel sem maradt el az előző rész népszerűségétől. A filmben Sophia Loren is feltűnik.
1996-ban a Kenneth Branagh-féle Hamlet-adaptációban kapott egy kisebb szerepet. 1997-ben a mára igazi kultuszfilmnek számító Tizenkét dühös ember tévéfilmes változatában vállalt főszerepet. Ugyanebben az évben ismét Matthau-val játszott együtt a Tengerre, tata! című vígjátékban.
1998-ban már utoljára szerepeltek együtt a filmvásznon, korábbi sikerfilmjük folytatásában, a Furcsa pár 2.-ben. Az évtized végén Lemmon két televíziós produkcióban vállalt munkát; előbb az igaz történeten alapuló Majomper, majd a Leckék az életről című tévéfilmben. Utóbbiban egy halálához közeledő öregembert alakít, aki átadja minden bölcsességét és tudását egy ifjú újságírónak. Előbbiért Golden Globe-, utóbbiért Primetime Emmy-díjjal jutalmazták. 
2000-ben narrátorként még munkát vállalt a Bagger Vance legendája filmben. Ezek voltak a színész utolsó munkái, mivel ugyanebben az évben barátja, Matthau elhunyt és emiatt Lemmon többé nem állt a kamerák elé. Matthauval a terveik között szerepelt a Furcsa pár és a Még zöldebb a szomszéd nője harmadik részének elkészítése.

## Magánélete

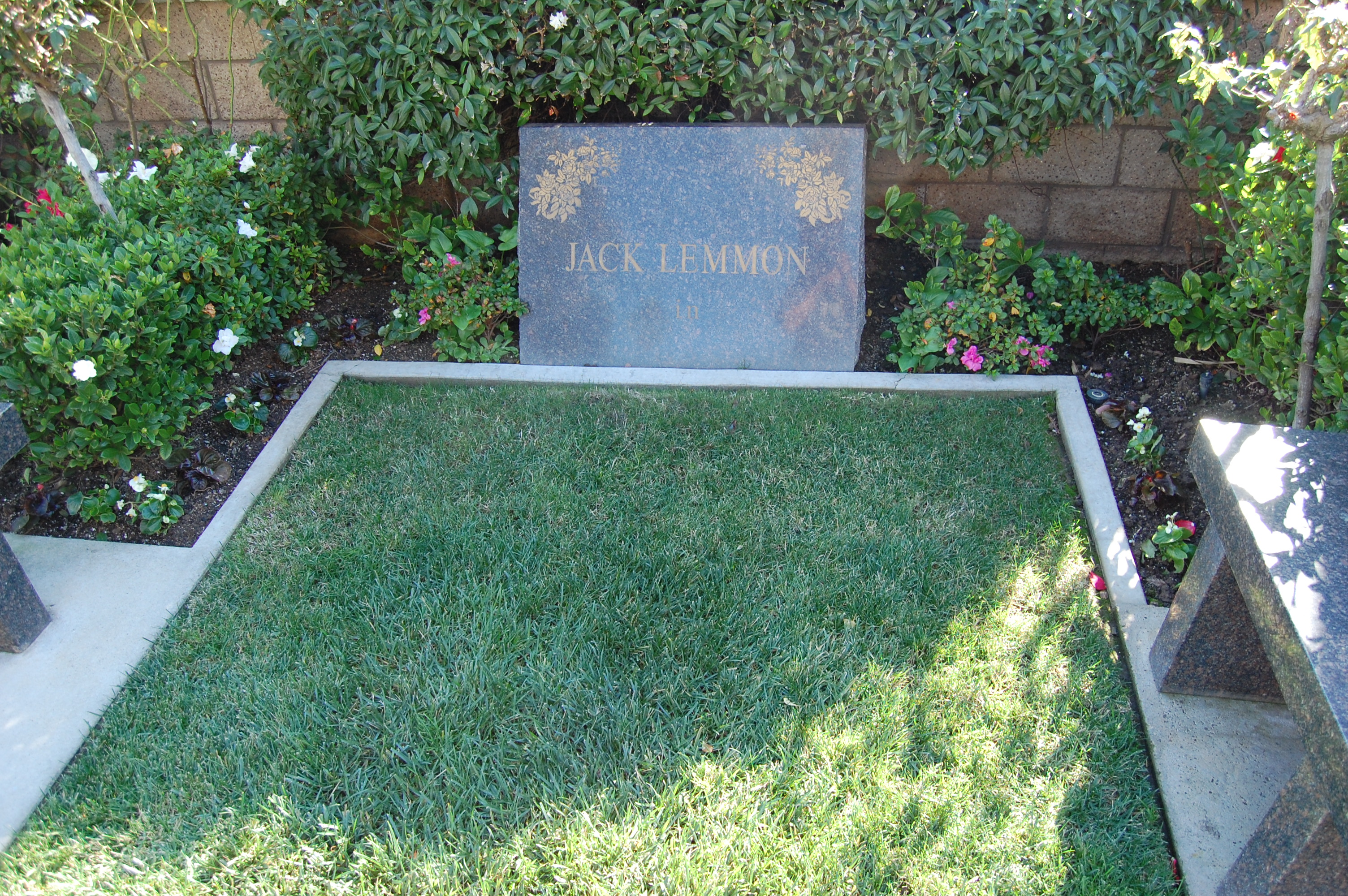
Jack Lemmon sírja

Lemmon volt az egyik legkedveltebb színész Hollywoodban. Kétszer házasodott meg. Első felesége Cynthia Stone színésznő volt, akitől egy fia, Chris Lemmon született. A második neje szintén szakmabéli volt, Felicia Farrtól egy lánya van. Kevin Spacey volt a színész talán legnagyobb tisztelője, nem mellékesen Lemmon támogatta is őt pályája kezdetén, melyért Spacey külön köszönetet mondott a 2000-es Oscar-gálán, amikor is második aranyszobrát nyerte meg.
Lemmon lelkesedett a zongoráért és később meg is tanult játszani a hangszeren, emellett remekül tudott játszani harmonikán és hegedűn. 2001-ben vastagbélrákot diagnosztizáltak nála, mely később a halálát okozta. Kaliforniában temették el, örök barátja és kollégája, Walter Matthau mellett.

## Filmográfia
| Év   | Magyar cím                        | Eredeti cím                   | Szerep                          |
| 2000 | Bagger Vance legendája            | The Legend of Bagger Vance    | narrátor/ idős Hardy Greaves    |
| 1999 | Leckék az életről (TV film)       | Tuesdays with Morrie          | Morrie Schwarz                  |
| 1999 | Majomper (TV film)                | Inherit the Wind              | Henry Drummond                  |
| 1998 | Furcsa pár 2.                     | The Odd Couple 2.             | Felix Ungar                     |
| 1998 | Hosszú az út hazafelé (TV film)   | The Long Way Home             | Thomas Gerrin                   |
| 1997 | Tengerre, tata!                   | Out to Sea                    | Herb Sullivan                   |
| 1997 | Tizenkét dühös ember (TV film)    | 12 Angry Men                  | 8. esküdt                       |
| 1996 | Álnokok és elnökök                | My fellows Americans          | Russell P. Kramer elnök         |
| 1996 | Megúszni egy gyilkosságot         | Getting Away with Murder      | Max Mueller/ Karl Luger         |
| 1996 | Hamlet                            | Hamlet                        | Marcellus                       |
| 1996 | Vidéki vakáció (TV film)          | A Weekend in the Country      | Bud Bailey                      |
| 1995 | Még zöldebb a szomszéd nője       | Grumpier Old Men              | John Gustafson                  |
| 1995 | A fűhárfa                         | The Grass Harp                | Dr. Morris Ritz                 |
| 1993 | A szomszéd nője mindig zöldebb    | Grumpy Old Men                | John Gustafson                  |
| 1993 | Színházi élet (TV film)           | A Life in the Theater         | Robert                          |
| 1993 | Rövidre vágva                     | Short Cuts                    | Paul Finnigan                   |
| 1992 | Az apa, a fiú és a szerető        | For Richer, for Poorer        | Aram Katoruian                  |
| 1992 | Glengarry Glen Ross               | Glengarry Glen Ross           | Shelley Levenne                 |
| 1992 | A játékos                         | The Player                    | szereplő                        |
| 1991 | JFK – A nyitott dosszié           | JFK                           | Jack Martin                     |
| 1989 | Drága papa                        | Dad                           | Jake Tremont                    |
| 1988 | Mary Phagan gyilkossága (TV film) | The Murder of Mary Phagan     | John Slaton                     |
| 1987 | Hosszú volt az éjszaka (TV film)  | Long Day's Journey Into Night | idősebb James Tyrone            |
| 1986 | Ilyen az élet!                    | That's Life!                  | Harvey Fairchild                |
| 1985 | Makaróni                          | Macaroni                      | Robert Traven                   |
| 1984 | Papi védőbeszéd                   | Mass Appeal                   | Tim Farley atya                 |
| 1982 | Eltűntnek nyilvánítva             | Missing                       | Ed Horman                       |
| 1981 | Haver, haver                      | Buddy, Buddy                  | Victor Clooney                  |
| 1980 | Tisztelgés                        | Tribute                       | Scottie Templeton               |
| 1979 | Kína-szindróma                    | The China Syndrome            | Jack Godell                     |
| 1977 | Airport '77                       | Airport '77                   | Don Gallagher kapitány          |
| 1976 | A házigazda (TV film)             | The Entertainer               | Archie Rice                     |
| 1976 | Alex és a cigánylány              | Alex & the Gypsy              | Alexander Main                  |
| 1975 | A Második Sugárút foglyai         | The Prisoner of Second Avenue | Mel Edison                      |
| 1975 | Szerda                            | Wednesday                     | Jerry Murphy                    |
| 1974 | Szenzáció!                        | The Front Page                | Hildy Johnson                   |
| 1973 | Mentsük meg a tigrist!            | Save the Tiger                | Harry Stoner                    |
| 1972 | Avanti!                           | Avanti!                       | Wendell Armbruster, Jr.         |
| 1972 | Közelharc férfiak és nők között   | The War Between Men and Women | Peter Edward Wilson             |
| 1971 | Kocher nagypapa                   | Koch                          | buszsofőr                       |
| 1970 | Párosban a városban               | The Out-of-Towners            | George Kellerman                |
| 1969 | Április bolondja                  | The April Fools               | Howard Brubaker                 |
| 1968 | Furcsa pár                        | The Odd Couple                | Felix Ungar                     |
| 1967 | Szerelem, ó!                      | Luv                           | Harry Berlin                    |
| 1966 | Sógorom a zugügyvéd               | The Fortune Cookie            | Harry Hinkle                    |
| 1965 | Verseny a javából                 | The Great Race                | Fate professzor/ Hapnick herceg |
| 1965 | Hogyan öljük meg feleségünket?    | How to Murder Your Wife       | Stanley Ford                    |
| 1964 | A jó Neighbor Sam                 | Good Neighbor Sam             | Sam Bissel                      |
| 1964 | Melyik úton járjak?               | What a Way to Go!             | Pinky Benson                    |
| 1963 |                                   | Under the Yum Yum Tree        | Hogan                           |
| 1963 | Irma, te édes                     | Irma la Douce                 | Nestor Patou/ Lord X            |
| 1962 | Míg tart a bor és friss a rózsa   | Days of Wine and Roses        | Joe Clay                        |
| 1962 |                                   | The Notorious Landlady        | William "Bill" Gridley          |
| 1960 |                                   | The Wackiest Ship In the Army | Rip Crandall hadnagy            |
| 1960 | Legénylakás                       | The Apartment                 | C.C. Baxter                     |
| 1959 | Vonat, szerelem és homár          | It Happened to Jane           | George Denham                   |
| 1959 | Van, aki forrón szereti           | Some Like It Hot              | Jerry – "Daphne"                |
| 1958 | Boszorkányos szerelem             | Bell, Book and Candle         | Nicky Holroyd                   |
| 1958 | Mondvacsinált cowboy              | Cowboy                        | Frank Harris                    |
| 1957 |                                   | Operation Mad Ball            | Hogan                           |
| 1957 |                                   | Fire Down Below               | Tony                            |
| 1956 |                                   | You Can't Run Away from It    | Peter Warne                     |
| 1955 |                                   | My Sister Eileen              | Robert "Bob" Baker              |
| 1955 | Mr. Roberts                       | Mister Roberts                | Frank Thurlowe Pulver           |
| 1955 |                                   | Three for the Show            | Martin "Marty" Stewart          |
| 1954 | A válás                           | Phffft!                       | Robert Tracey                   |
| 1954 |                                   | It Should Happen to You       | Pete Sheppard                   |

## Díjak, jelölések
(zárójelben a jelölések száma)
- Oscar-díj: (8)
  - 1974. – díj: legjobb férfi főszereplő – Mentsük meg a tigrist! (1973)
  - 1956. – díj: legjobb férfi mellékszereplő – Mr. Roberts (1955)
  - 1983. – jelölés: legjobb férfi főszereplő – Eltűntnek nyilvánítva (1982)
  - 1981. – jelölés: legjobb férfi főszereplő – Tisztelgés (1980)
  - 1980. – jelölés: legjobb férfi főszereplő – Kína-szindróma (1979)
  - 1963. – jelölés: legjobb férfi főszereplő – Míg tart a bor és friss a rózsa (1962)
  - 1961. – jelölés: legjobb férfi főszereplő – Legénylakás (1960)
  - 1960. – jelölés: legjobb férfi mellékszereplő – Van, aki forrón szereti (1959)
- Golden Globe-díj: (22)
  - 2000. – díj: legjobb férfi főszereplő (minisorozat vagy tévéfilm) – Majomper (1999)
  - 1994. – díj: Speciális-díj (legjobb szereplőgárda) – Rövidre vágva (1993)
  - 1991. – díj: Cecil B. DeMille-életműdíj
  - 1973. – díj: legjobb férfi főszereplő (musical/vígjáték) – Avanti! (1972)
  - 1961. – díj: legjobb férfi főszereplő (musical/vígjáték) – Legénylakás (1960)
  - 1960. – díj: legjobb férfi főszereplő (musical/vígjáték) – Van, aki forrón szereti (1959)
  - 2000. – jelölés: legjobb férfi főszereplő (minisorozat vagy tévéfilm) – Leckék az életről (1999)
  - 1998. – jelölés: legjobb férfi főszereplő (minisorozat vagy tévéfilm) – Tizenkét dühös ember (1997)
  - 1994. – jelölés: legjobb férfi főszereplő (minisorozat vagy tévéfilm) – Színházi élet (1993)
  - 1990. – jelölés: legjobb férfi főszereplő (filmdráma) – Drága papa (1989)
  - 1989. – jelölés: legjobb férfi főszereplő (minisorozat vagy tévéfilm) – Mary Phagan gyilkossága (1988)
  - 1988. – jelölés: legjobb férfi főszereplő (minisorozat vagy tévéfilm) – Hosszú volt az éjszaka (1987)
  - 1987. – jelölés: legjobb férfi főszereplő (musical/vígjáték) – Ilyen azélet! (1986)
  - 1983. – jelölés: legjobb férfi főszereplő (filmdráma) – Eltűntnek nyilvánítva (1982)
  - 1981. – jelölés: legjobb férfi főszereplő (filmdráma) – Tisztelgés (1980)
  - 1980. – jelölés: legjobb férfi főszereplő (filmdráma) – Kína-szindróma (1979)
  - 1975. – jelölés: legjobb férfi főszereplő (musical/vígjáték) – Szenzáció! (1974)
  - 1974. – jelölés: legjobb férfi főszereplő (filmdráma) – Mentsük meg a tigrist! (1973)
  - 1971. – jelölés: legjobb férfi főszereplő (musical/vígjáték) – Párosban a városban (1970)
  - 1969. – jelölés: legjobb férfi főszereplő (musical/vígjáték) – Furcsa pár (1968)
  - 1966. – jelölés: legjobb férfi főszereplő (musical/vígjáték) – Verseny a javából (1965)
  - 1964. – jelölés: legjobb férfi főszereplő (musical/vígjáték) – Irma, te édes (1963)
  - 1964. – jelölés: legjobb férfi főszereplő (musical/vígjáték) – Under the Yum Yum Tree (1963)
  - 1963. – jelölés: legjobb férfi főszereplő (filmdráma) – Míg tart a bor és friss a rózsa (1962)
- BAFTA-díj: (7)
  - 1980. – díj: legjobb férfi főszereplő – Kína-szindróma (1979)
  - 1961. – díj: legjobb külföldi színész – Legénylakás (1960)
  - 1960. – díj: legjobb külföldi színész – Van, aki forrón szereti (1959)
  - 1983. – jelölés: legjobb férfi főszereplő – Eltűntnek nyilvánítva (1982)
  - 1966. – jelölés: legjobb külföldi színész – Hogyan öljük meg a feleségünket (1965), A jó Neighbor Sam (1964)
  - 1964. – jelölés: legjobb külföldi színész – Míg tart a bor és friss a rózsa (1962)
  - 1956. – jelölés: legjobb külföldi színész – Mr. Roberts (1955),
- Emmy-díj: (5)
  - 2000. – díj: legjobb férfi főszereplő (televíziós minisorozat vagy tévéfilm) – Leckék az életről (1999)
  - 1999. – jelölés: legjobb férfi főszereplő (televíziós minisorozat vagy tévéfilm) – Majomper (1999)
  - 1998. – jelölés: legjobb férfi főszereplő (televíziós minisorozat vagy tévéfilm) – Tizenkét dühös ember (1997)
  - 1988. – jelölés: legjobb férfi főszereplő (televíziós minisorozat vagy tévéfilm) – Mary Phagan gyilkossága (1988)
  - 1976. – jelölés: legjobb férfi főszereplő (televíziós minisorozat vagy tévéfilm) – A házigazda (1976)
- Berlini Nemzetközi Filmfesztivál:
  - 1996. – díj: Tiszteletbeli Arany Medve
  - 1981. – díj: Ezüst Medve díj a legjobb színésznek – Tisztelgés (1980)
- Cannes-i Nemzetközi Filmfesztivál:
  - 1982. – díj: legjobb férfi színész – Eltűntnek nyilvánítva (1982)
  - 1979. – díj: legjobb férfi színész – Kína-szindróma (1979)
- David di Donatello-díj:
  - 1980. – díj: legjobb külföldi színész – Kína-szindróma (1979)
  - 1975. – díj: legjobb külföldi színész – Szenzáció! (1974)
- San Sebastián-i Nemzetközi Filmfesztivál:
  - 1963. – díj: Ezüst Kagyló – Míg tart a bor és friss a rózsa (1962)
- Sant Jordi-díj:
  - 1964. – díj: Legjobb külföldi színész – Míg tart a bor és friss a rózsa (1962)
- Velencei Nemzetközi Filmfesztivál:
  - 1993. – díj: Volpi Kupa (legjobb szereplőgárda) – Rövidre vágva (1993)
  - 1992. – díj: Volpi Kupa – Glengarry Glen Ross (1992)

## Egyéb elismerései
- 1991. díj: Amerikai Komédia-díj – Életműdíj
- 2002. díj: Amerikai Film Egyesület – Életműdíj
- 1993. díj: Lincoln Center Film Egyesület – Életműdíj
- 1964. díj: Fotogramas de Plata-díj – Legjobb külföldi férfi színész – Míg tart a bor és friss a rózsa
- 1981. díj: Genie-díj – Legjobb férfi színész – Tisztelgés
- 2000. díj: Arany Alma-díj – Hollywoodi Legenda cím
- 1960. díj: Arany Alma-díj – A legkreatívabb színész
- 1973. díj: Husty Pudding Fesztivál – Az év embere
- 1999. díj: Hollywoodi Filmfesztivál – Életműdíj
- 2000. díj: Las vegasi Filmkritikusok Szövetségének díja – Életműdíj
- 1992. díj: Nemzeti Filmszemle Tanács, USA – Legjobb férfi színész – Glengarry Glen Ross
- 1986. díj: Nemzeti Filmszemle Tanács, USA – Életműdíj
- 1990. díj: Film Színészek Egyesülete – Életműdíj
- 1993. díj: ShoWest Társulat – Életműdíj
- 1992. díj: Valladolid Nemzetközi Filmfesztivál – Legjobb férfi alakítás – Glengarry Glen Ross
- 1996. jelölés: Amerikai Komédia-díj – Legjobb komikus férfi színész – A szomszéd nője mindig zöldebb
- 1980. jelölés: Amerikai Mozi-díj – Legjobb férfi színész – Kína-szindróma